# Tasha Cobbs Leonard
Pour les articles homonymes, voir Leonard.
Tasha Cobbs, née le 7 juillet 1981 à Jesup en Géorgie, est une chanteuse de gospel évangélique américaine.

## Biographie
Natasha Tameika (Tasha Cobbs) est née le 7 juillet 1981 à Jesup (Géorgie) . Ses parents sont l'évêque Fritz Cobbs et Lady Bertha Cobbs. Elle a commencé à diriger la louange au Jesup New Life Ministries, fondé par son père. 

### Ministère
En 2006, Cobbs a fait une tournée américaine avec le pasteur William H. Murphy III de l’église Dream Center Church à Atlanta, en Géorgie pendant trois ans. Après la tournée, elle a dirigé la louange à l'église Dream Center. En 2018, elle est apparue comme elle-même dans le film Sinners Wanted.

### Carrière musicale
Elle a commencé sa carrière musicale en solo en 2010, avec l'album Smile. En 2013 elle sort un EP, Grace, qui débute à la 61e place au Billboard 100. Les singles Break Every Chain et For Your Glory ont également atteint le n ° 1 sur les charts Hot Gospel Songs. 

### Vie privée
Le 3 mars 2017, elle a épousé Kenneth Leonard, un producteur musical.

## Discographie

### Albums
- 2010 : Smile
- 2013 : Grace
- 2015 : One Place: Live
- 2017 : Heart. Passion. Pursuit.
- 2018 : Heart. Passion. Pursuit.: Live at Passion City Church

### Collaboration
- 2016 : Little Chicago Boy
- 2016 : My World Needs You
- 2017 : Jesus Is Willing
- 2017 : Gracefully Broken

### Single
- 2013 : Break Every Chain
- 2013 : For Your Glory
- 2013 : O Come All Ye Faithful
- 2015 : Overflow
- 2015 : Fill Me Up
- 2015 : Jesus Saves
- 2015 : Put a Praise on It (featuring Kierra Sheard)
- 2017 : Great God
- 2017 : I'm Getting Ready (featuring Nicki Minaj)
- 2019 : This Is a Move

## Récompenses
En 2020, au cours de sa carrière, elle avait reçu 1 Grammy Award  et 4 Dove Awards.